# WithSecure
WithSecure是一家提供資訊安全解决方案的芬兰公司。其成立于2022年6月，当时F-Secure拆分为两家独立公司，WithSecure便为其拆分后的公司。WithSecure专注于为公司企业提供安全服务，而 F-secure主为家庭和个人提供安全服务。
2022年6月，F-Secure拆分为两家独立的公司。里斯托·西拉斯马任WithSecure董事会主席，尤哈尼·欣蒂卡任首席执行官。后来欣蒂卡因入狱而不得不辞职。